# Berliner System

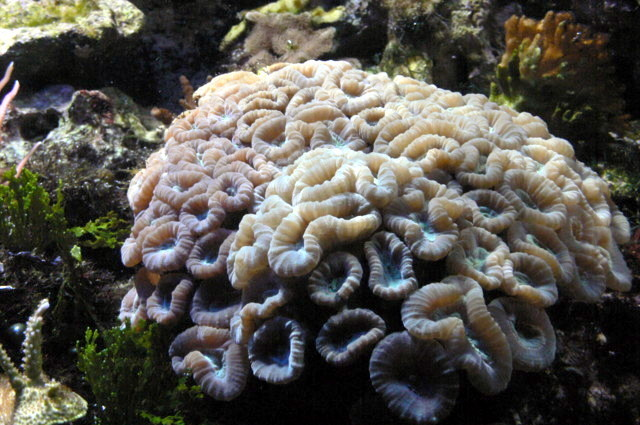
Das Berliner System ermöglicht die Hälterung von Steinkorallen, Caulastera furcata im Aquarium des Zoo Berlin

Das Berliner System bezeichnet eine Methode, mit der Riffaquarien betrieben werden. Im Unterschied zu den vorher üblichen, mit toten Korallenstöcken dekorierten reinen Fischaquarien, die keine oder nur wenige wirbellosen Tiere enthalten, ermöglicht das Berliner System die Aquarienhaltung von Steinkorallen. Es wurde von dem Aquarianer Peter Wilkens und einer Gruppe Meerwasseraquarianer aus Berlin entwickelt.
Zum Berliner System gehören folgende Komponenten:
- Ein Aquarium mit Oberflächenabzug und Unterbecken. Viele schädliche Stoffe sammeln sich an der Wasseroberfläche. Das Wasser fällt durch ein Rohr, das bis zur Wasseroberfläche reicht, in ein sich im Aquarienschrank befindendes zweites kleineres Becken, durchläuft verschiedene Kammern, in denen sich weitere technische Geräte wie Abschäumer und Kalkreaktor befinden, und wird schließlich durch eine Förderpumpe wieder in das Aquarium gepumpt.
- Das wichtigste Gerät im Unterbecken ist der Eiweißabschäumer. Er dient der Entfernung giftiger Eiweißverbindungen. Bei richtiger Einstellung werden damit etwa 80 bis 95 Prozent aller Eiweiße aus dem Wasser entfernt, bevor sie biologisch abgebaut werden.
- Lebende Steine:  Dabei handelt es sich um natürliches, poröses Kalkgestein aus Korallenriffen, das herausgebrochen und feucht (per Flugzeug) verschickt wird. Lebende Steine wurden von Steinkorallen aufgebaut und enthalten noch eine große Vielfalt von Lebewesen wie Kalkalgen, Würmer, winzige Schnecken und Krebstiere. Wichtig sind aber vor allem die Bakterien. In den äußeren Bereichen der Steine, in denen durch das langsam hindurchdiffundierende Aquarienwasser noch Sauerstoff vorhanden ist, wird Ammoniak, Ammonium und Nitrit abgebaut (Nitrifikation). Im Innern der Steine, in dem sauerstoffarme Verhältnisse herrschen, wird Nitrat abgebaut (Denitrifikation). Die Lebenden Steine dienen so als biologischer Filter. Da sie sehr teuer sind, richtet man das Aquarium heute nur noch zu einem Drittel mit Lebenden Steinen ein, der Rest wird mit anderem porösem Kalkgestein dekoriert. Ist es ausreichend porös, so wird es im Laufe der Zeit ebenfalls durch Bakterien besiedelt und funktioniert dann als Lebender Stein.
- Eine gelegentliche Filterung über Aktivkohle. Sie entfernt Phenole und Gelbstoffe, die durch den Stoffwechsel der Bakterien entstehen.
- Eine starke Beleuchtung mit Halogenmetalldampflampe (HQI), optional mit blauen Leuchtstoffröhren (T5- oder T8-Leuchten, wobei T8 eigentlich schon überholt ist) kombiniert, oder eine reine Beleuchtung mit modernen T5-Leuchten.
- Eine starke Wasserbewegung, für die neben der Förderpumpe des Unterbeckens zusätzliche Strömungspumpen eingesetzt werden. Das Aquarienwasser sollte mindestens zehnmal in der Stunde komplett umgewälzt werden. Die Strömung ist notwendig, damit das Wasser durch die lebenden Steine diffundiert, und damit die Stoffwechselprodukte der sessilen Korallen abtransportiert werden.
- Kalziumzugabe durch Kalkwasser oder einen Kalkreaktor. Korallen und andere ein Kalkskelett besitzende Tiere verbrauchen das im Wasser gelöste Kalzium. Es muss deshalb nachträglich wieder zugeführt werden. Es sollte ein Kalziumgehalt von etwa 420 mg/l angestrebt werden.
- Außerdem werden Spurenelemente, wie Strontium, Magnesium und Iod, zugegeben.

Im Berliner System wird nur wenig Bodengrund verwendet.
Es ist das heute am weitesten verbreitete System für die Haltung von tropischen Meerestieren. Daneben gibt es unter anderem noch das Jaubert-System, das Schlammfilter-System und das Deep Sand Bed.